# Cazaugitat
Cazaugitat é uma comuna francesa na região administrativa da Nova Aquitânia, no departamento da Gironda. Estende-se por uma área de 14,13 km². Em 2010 a comuna tinha 237 habitantes (densidade: 16,8 hab./km²).